# Elfi Graf
Elfi Graf, bürgerlich: Elfriede Sepp (* 20. November 1952 in Dornbirn, Vorarlberg), ist eine österreichische Schlagersängerin.

## Leben
Die musikalische Karriere von Elfi Graf begann bei verschiedenen Amateurbands. Sie absolvierte ein klassisches Gesangsstudium und sammelte erste Bühnenerfahrung mit Operettenarien und Bluestiteln sowie Auftritten an Talentwettbewerben. 1971 siegte sie in der Sendung Show Chance. Der Schlagersänger Gus Backus entdeckte sie anschließend im Talentschuppen.
1974 landete sie mit Herzen haben keine Fenster ihren ersten Hit, der ihr den Durchbruch im Schlagergeschäft brachte. Das Lied wurde inzwischen zum Evergreen und erreichte in zwei unterschiedlichen englischen Versionen jeweils die Top 10 in den USA (Bobby Vinton „My Melody of Love“) und Großbritannien (Peters & Lee „Don´t stay away too long“). In der damaligen DDR coverte die Sängerin Gerti Möller den Erfolgstitel. In jenem Jahre gewann Elfi Graf die Goldene Europa als beste Nachwuchssängerin und den Silbernen Bravo Otto. Weitere Hits waren Am schönsten ist es zu Hause (1976) und Mozartgasse 10 (1977). Danach zog sie sich vorübergehend aus dem Showgeschäft zurück und widmete sich ihrer Familie. 1982 wurde ihre Tochter geboren, ihre Ehe allerdings 1989 geschieden.
1990 nahm sie mit dem Lied Einen Adam, einen Apfel und ein kleines Paradies an der deutschen Vorentscheidung zum Grand Prix der Volksmusik 1990 teil, welcher den neunten Platz belegte. Auch beim Grand Prix der Volksmusik 1995 versuchte sie sich mit dem Lied Lieber Leierkastenmann, diesmal für Österreich.
Elfi Graf ist bis heute immer wieder bei verschiedenen Galas zu Gast. Ein größerer Hit ist seither jedoch ausgeblieben. Titel wie Vergiss beim Küssen das Schließen der Augen nicht oder Nimm sie du sie dir sie doch wurden im Radio gespielt. 2009 erschien das Lied Du hast gesagt es ist Liebe.

## Diskografie

### Alben (Auswahl)
- Herzen haben keine Fenster (1974)
- Jedes Herz braucht doch nur eine Heimat (1994)
- Wenn mei Herz a Fensterl hätt’ (1994)
- Versprich mir keinen Regenbogen (1994)
- Eine Hand voll kleiner Träume (1996)
- Aber Dich vergess ich nie (2001)
- Lieder und Geschichten zur Weihnachtszeit
- Ich hör dir zu (2006)

### Einzeltitel (Auswahl)
- Herzen haben keine Fenster (1973)
- Achtung, hier ist Schwalbe (1973)
- Wer auf die Liebe warten kann (1974)
- Ophelias Traum (1974)
- Er ist ein Schatz (1975)
- Tango in der Bar von Fernando (1975)
- Am schönsten ist es zu Hause (1976)
- Mozartgasse 10 (1977)
- Die Stunde der Wahrheit (1977)
- Sommerwind (1977)
- Mozartgasse 10 (1978)
- Hoffnungslos verliebt in dich (Hopelessly Devoted to You) (1978)
- Sunday Girl (1979)
- Einen Adam, einen Apfel und ein kleines Paradies (1990)
- Rote Rosen lügen nicht (1992)
- Immer wieder du (1993)